# Деветнаестоугао
Деветнаестоугао је геометријски лик, многоугао са деветнаест темена и деветнаест страница.

### Правилни деветнаестоугао
Правилни деветнаестоугао је деветнаестоугао код кога су све странице једнаке дужине и сви унутрашњи углови једнаки.
Сваки унутрашњи угао правилног деветнаестоугла има приближно 161° (степен), а збир свих унутрашњих углова било ког деветнаестоугла износи 3060°.
Ако му је основна страница дужине {\displaystyle a\,\!}, површина правилног деветнаестоугла се одређује формулом
{\displaystyle P={\frac {19}{4}}a^{2}\mathop {\mathrm {ctg} } \,{\frac {\pi }{19}}\approx 28.4652a^{2}}.
Површина деветнаестоугла се може израчунати и помоћу формула
{\displaystyle P={\frac {19}{2}}R^{2}\sin {\frac {2\pi }{19}}=19r^{2}\mathop {\mathrm {tg} } \,{\frac {\pi }{19}}}
где је са {\displaystyle R\,} означен полупречник описаног круга, а са {\displaystyle r\,} полупречник уписаног круга.
Обим правилног деветнаестоугла коме је страница дужине {\displaystyle a\,\!} је једнак {\displaystyle 19a\,\!}.

### Конструкција
Правилни деветнаестоугао се не може конструисати уз помоћ лењира и шестара.

Гаус је 1796. доказао да је правилан n-тоугао могуће конструисати уз помоћ лењира и шестара само када је {\displaystyle n\,} прост број облика {\displaystyle 2^{p}+1\,}, где је {\displaystyle p=2^{k}\,}, за {\displaystyle k=0,1,2,...\,}. Како је број 19 прост број који није таквог облика, тачна конструкција правилног деветнаестоугла није могућа.